# Coleophora lepyropis
Coleophora lepyropis é uma espécie de mariposa do gênero Coleophora pertencente à família Coleophoridae.